# Kenny Battle
Kenneth R. Battle (ur. 10 października 1964 w Aurorze) – amerykański koszykarz, występujący na pozycji niskiego skrzydłowego.
W 2007 Illinois High School Association zaliczyło go do składu 100 Legends of the IHSA Boys Basketball Tournament.

## Osiągnięcia
Na podstawie, o ile nie zaznaczono inaczej.
NCAA
- Uczestnik rozgrywek:
  - Elite 8 turnieju NCAA (1989)
  - II rundy turnieju NCAA (1988, 1989)
- Zwycięzca konkursu wsadów NCAA (1989)
- Laureat nagrody NABC National Dunker of Year (1986)
- Zaliczony do:
  - I składu:
    - MAC (1986)
    - turnieju All-River City (1985)

  - II składu:
    - Big 10 (1989)
    - MAC (1985)

  - III składu Big 10 (1988)
  - składu:
    - honorable mention All-American (1986 przez Associated Press, Sporting News, 1988, 1989)
    - Northern Illinois University All-Century Team (2000)
    - University of Illinois Basketball All-Century Team (2004)

  - Galerii Sław Sportu - IBCA Hall of Fame (1996)

NBA
- Uczestnik konkursu wsadów NBA (1990)

Inne
- Mistrz CBA (1992)